# 레이시오스
레이시오스(Ratios)는 대한민국의 일렉트로니카 록 밴드이다.

## 역사
록 밴드 시나위 보컬출신의 김바다가 일렉트로닉 뮤지션 박상진과 함께 2007년도에 결성한 밴드로 일렉트로닉을 기반으로한 몽환적이고 사이키델릭한 록 음악을 추구한다. 2008년에 1집 《Burning Telepathy》를 발표하여 활발히 활동했으나 1집을 끝으로 잠정 해체했다.
이후 2013년 4월 재결성했으며, 절판된 기존의 1집을 재편곡 리마스터링하여 재발매한 앨범 《Lusty Initialization》을 발매했다.
2013년에 1집을 재발매하면서 밴드명을 《더 레이시오스》에서 《레이시오스》로 변경하였다.
김바다는 밴드 '아트오브파티스', 박상진은 밴드 '루디스텔로'에서도 활동 중이다.
베이스의 김정준은 김바다의 동생이다.

## 구성원
- 김바다 - 보컬, 기타
- 박상진 - 신시사이저, 사운드 메이커
- 김정준 - 베이스
- 김영식 - 드럼

## 음반 목록

### 정규 음반
- Burning Telepathy (2008년 3월 19일 발매)

1. Passion is love
2. Punk & roll
3. Rockstar
4. Viper room
5. Love song no 9
6. Love is all
7. Newave
8. Crush
9. Emotional computer
10. Long journey / Island
11. 031807
12. This is me
13. Into the rainbow
14. See the pinky sky

- Lusty Initialization (2013년 9월 11일 재발매, 음원 발매는 9월 17일)

2013년에 레이시오스가 재결성됨에 따라 절판되었던 1집 앨범을 리마스터링&재편곡&재녹음하고, 기존 곡의 제목을 일부 변경 및 신곡1곡을 추가한 재발매앨범이다. Punk & Roll은 Punk not! Sister X로, See The Pinky Sky는 다른 하늘(Follow)로, Rockstar는 Dog Star로 곡명이 변경되었고, Viper Room, Newave, This Is Me는 앨범수록에서 제외되었다. 신곡〈Yeah! Yeah! Yeah!〉는 걸 그룹 크레용팝이 코러스로 참가하였다.
1. Long Journey Island
2. Yeah! Yeah! Yeah!
3. Love Is All
4. Love Song #9
5. 031807
6. Punk Not! Sister X
7. Passion Is Love
8. Crush
9. 다른 하늘(Follow)
10. Into The Rainbow
11. Dog Star
12. Emotional Computer